# Полковник Минково
Полковник Минково е село в Североизточна България, област Добрич, община Добричка.

## География
Селото се намира на 10 километра от областния и общински център гр. Добрич.

## История
Под румънско управление по време на Първата световна война през август 1916 г. от селото насилствено са интернирани в Молдова 31 етнически българи от мъжки пол на възраст от 15 до 55 г.
Селото е преименувано от Кабасакал на Полковник Минково в чест на Панайот Минков, командир на Осми пехотен приморски полк при участието на България в Първата световна война. Полковник Панайот Петков Минков, родом от Ловеч, се сражава в т.нар. Добричка епопея срещу руските и румънските войски през септември 1916 г. Ранен е на 7 септември 1916 г. при съседното село Геленджик, умира на 30 септември 1916 г., погребан е в София.

## Население
Преброяване на населението през 2011 г.
Численост и дял на етническите групи според преброяването на населението през 2011 г.:
|                     | Численост | Дял (в %) |
| Общо                | 228       | 100,00    |
| Българи             | 170       | 74,56     |
| Турци               | 14        | 6,14      |
| Цигани              | 44        | 19,29     |
| Други               | 0         | 0,00      |
| Не се самоопределят | 0         | 0,00      |
| Неотговорили        | 0         | 0,00      |

## Личности
- Кольо Кънев (1915 – ?), български партизанин и деец на ДРО и БКП.